# Tøradiabatisk temperaturfald
Tøradiabatiske temperaturfald er et begreb inden for meteorologi; det er en tør opadstigende luft, der afkøles med ca. 1 grad celsius pr. 100 m lodret stigning.